# Comuna Kleszczów
Kleszczów este o comună (în poloneză: gmina) rurală în powiatul Bełchatów, voievodatul Łódź, Polonia.
Comuna acoperă o suprafață de 124,82 km² și are, potrivit datelor din anul 2006, o populație de 4.158.